# Kaalkoppapegaai
De kaalkoppapegaai (Pyrilia aurantiocephala; synoniem: Pionopsitta aurantiocephala) is een vogel uit de familie Psittacidae (papegaaien van Afrika en de Nieuwe Wereld).

## Verspreiding en leefgebied
Deze soort is endemisch in centraal Brazilië.

## Status
De grootte van de populatie wordt geschat op 10.000 individuen. Op de Rode lijst van de IUCN heeft deze soort de status gevoelig.